# Georg von Frauenfeld
Georg Ritter von Frauenfeld (Vienna, 3 giugno 1807 – 8 ottobre 1873) è stato un naturalista austriaco.
Fu uno degli scienziati che presero parte alla spedizione attorno al mondo della fregata austriaca Novara. Lavorò per gran parte della sua vita allo sviluppo del Naturhistorisches Museum di Vienna, del quale era curatore. Suo campo di studio furono gli insetti, soprattutto i Ditteri.